# Hautvillers
Hautvillers – miejscowość i gmina we Francji, w regionie Grand Est, w departamencie Marna.
Według danych na rok 1990 gminę zamieszkiwały 864 osoby, a gęstość zaludnienia wynosiła 73 osób/km².